# Río Shire

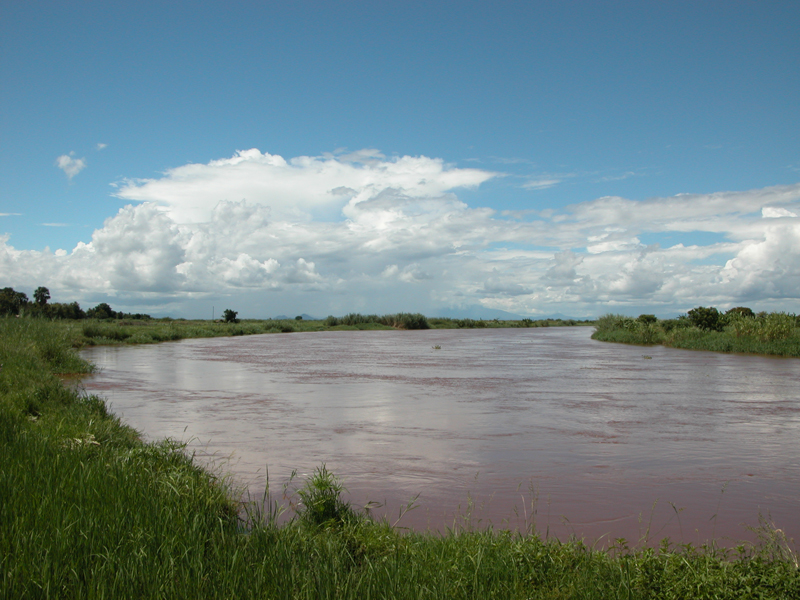
El Shire cerca de Nsanje, Malaui.

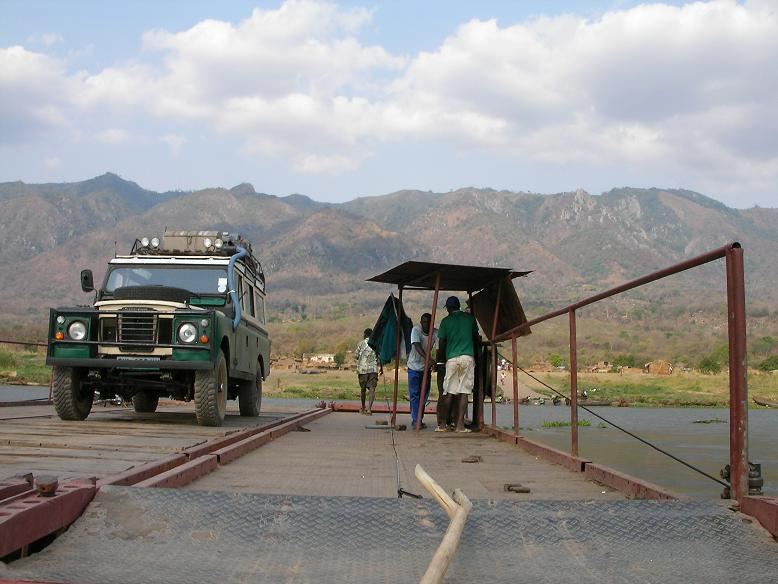
Transbordador cruzando el Shire en Mozambique.

El río Shire es un destacado río de África austral, un afluente del río Zambeze y emisario del lago Malaui, que discurre por Malaui y Mozambique. Su longitud es de 402 km, aunque si se considera el sistema fluvial río Shire – lago Malawi – río Ruhuhu, la fuente más lejana del lago Malaui (de unos 300 km), se alcanzan unos 1200 km. El río Shire superior conecta el lago Malaui con el lago Malombe.
El valle del río forma parte del sistema del Gran Valle del Rift.